# Пацанка

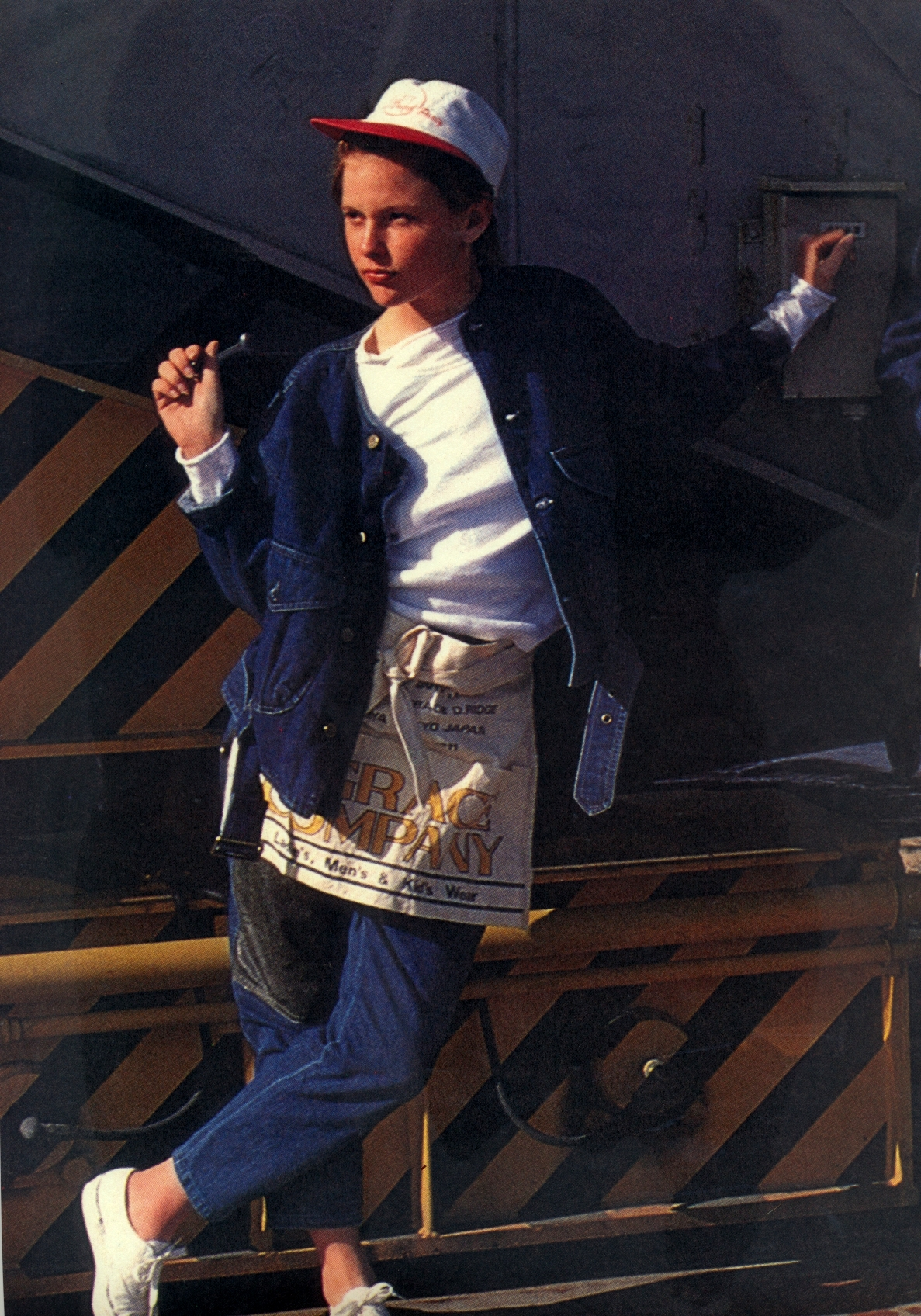

Пацанка, томбой — девочка или девушка, проявляющая черты, которые считаются свойственными мальчикам. Пацанка носит «мужскую» одежду, участвует в подвижных играх и других занятиях, которые считаются не предназначенными для женщин.

## Происхождение
Предположительно изначально в русском языке единого определения понятия «пацанка» не было. Согласно словарю кроссвордиста, пацанка — «девчонка-подросток, играющая в мужской компании». Из синонимов приводится «шкетка», по аналогии со «шкет» («мальчик, подросток», в свою очередь от жаргонного названия куртки).
Согласно Оксфордскому словарю английского языка (OED), термин «томбой» (англ. tomboy, сорванец) существует с 1592 года, однако это слово встречается и в пьесе Николаса Юдалла «Ральф Ройстер Дойстер», которая была написана в 1553 году и опубликована в 1567. В американской культуре XIX века слово «томбой» означало конкретный кодекс поведения, позволяющий девушкам заниматься физическими упражнениями, носить «практичную одежду» и садиться на «полезную диету». Из-за акцента на более здоровом образе жизни томбойство (или томбоизм) быстро стало популярно в этот период времени как альтернатива доминирующему женскому кодексу поведения, который ограничивал физическую активность женщин. В своей книге «Женщины и экономика», написанной в 1898 году, писательница-феминистка Шарлотта Перкинс Гилман высоко оценивает преимущества здоровья томбоя, а также свободу для экспериментов с гендером. Джозеф Ли в 1915 году высказывал мнение, что проявление томбойства среди девочек в возрасте от 8 до 13 является естественным, особенно в плане физического развития. Томбойство оставалось популярным в обществе во времена Первой и Второй мировых войн, в литературе, а позднее и в кинематографе.
В течение двадцатого столетия психология Фрейда и негативная реакция на социальное ЛГБТ-движение приводили к сомнениям в отношении сексуальности томбоев: не приводит ли томбойство к лесбиянству? Гендерный исследователь Джудит Хальберстам утверждает, что, несмотря на игнорирование гендерных ролей, часто допускаемое у молодых девушек, девочки-подростки, проявляющие мужские черты поведения, зачастую находятся под общественным давлением. Однако количество девушек, носящих традиционно женскую одежду вроде юбки или платья, снизилось в странах западного мира. Увеличение популярности среди женщин спортивных соревнований и других видов деятельности, которыми традиционно преимущественно занимались мужчины, увеличило терпимость по отношению к томбоям и уменьшило пейоративный смысл термина. Кроме того, как предположил социолог Барри Торн, некоторые «взрослые женщины говорят с гордостью и даже вызовом: я была (и остаюсь) независимой и активной; я держала (и держу) себя достойно с мальчиками и мужчинами и заслужила их уважение и дружбу; я сопротивлялась (и продолжаю сопротивляться) гендерным стереотипам». Однако некоторые томбои не сопротивляются гендерным стереотипам и даже поддерживают их, однако себя относят к мужскому полу.
В художественных произведениях прослеживается ассоциативная связь томбойства с лесбиянством. Например, в голливудских фильмах взрослых томбоев изображали как «хищных сук». Линн Ямагучи и Карен Барбер, редакторы книги Tomboys! Tales of Dyke Derring-Do, утверждали, что «для многих лесбиянок томбойство — это больше, чем просто фаза», «оно словно остаётся частью нашей основы во взрослом возрасте». Многие интервьюируемые для книги Tomboys! женщины связали свою самоидентификацию как «томбоев» и «лесбиянок» с обоими ярлыками, разместив их вне «культурных и гендерных границ». Психоаналитик Дайан Элиз в своём эссе писала, что «лесбиянки больше хотят быть томбоями, чем женщинами». Тем не менее, хотя некоторые томбои впоследствии обнаруживают свою лесбийскую идентичность в подростковом или зрелом возрасте, поведение, типичное для мальчиков, но демонстрируемое девочками, не является истинным показателем сексуальной ориентации человека. «Существует куда меньше „женственных“ мальчиков, чем „мужественных“ девочек, но среди мужчин куда больше транс- и гомосексуалов, чем среди женщин», — заявил в своём интервью The New York Times профессор психиатрии Ричард Грин.

## Изучение
Было проведено несколько исследований причинно-следственной связи между поведением и интересами женщины, не соответствующими женской гендерной роли. В одном из них, проведённом в центре длительных исследований родителей и детей Avon, показано, что девочки дошкольного возраста, ведущие себя типично по-мужски — например, играющие с игрушками, которые обычно предпочитают мальчики, — находятся под влиянием генетических и пренатальных факторов. Также замечено, что томбои сильнее интересуются наукой и техникой.

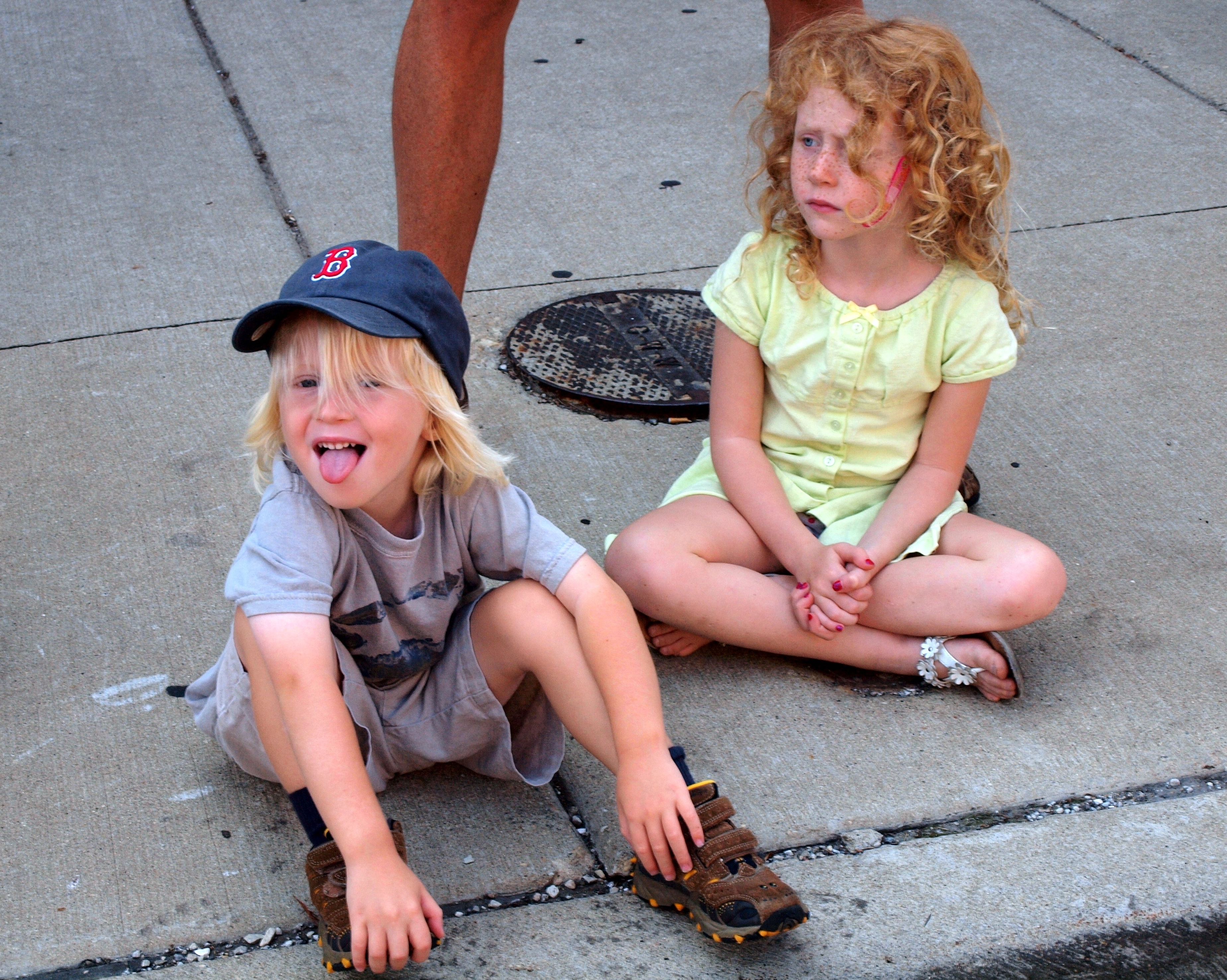
Девочка в одежде стиля «томбой» — слева и девочка одетая в традиционно женственном стиле «girly girl[англ.]» — справа
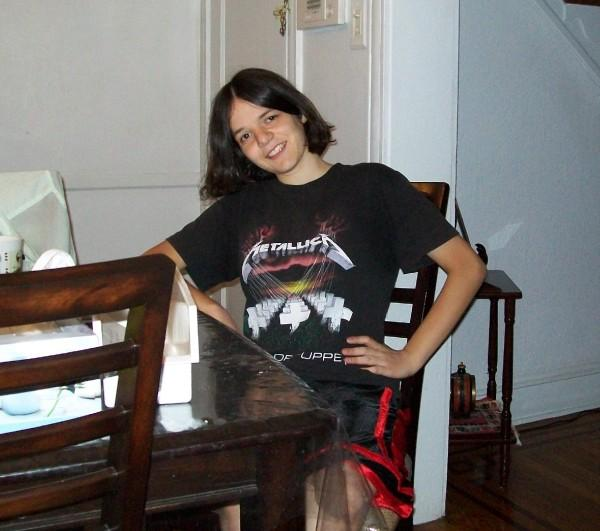
Девушка в одежде стиля «томбой»
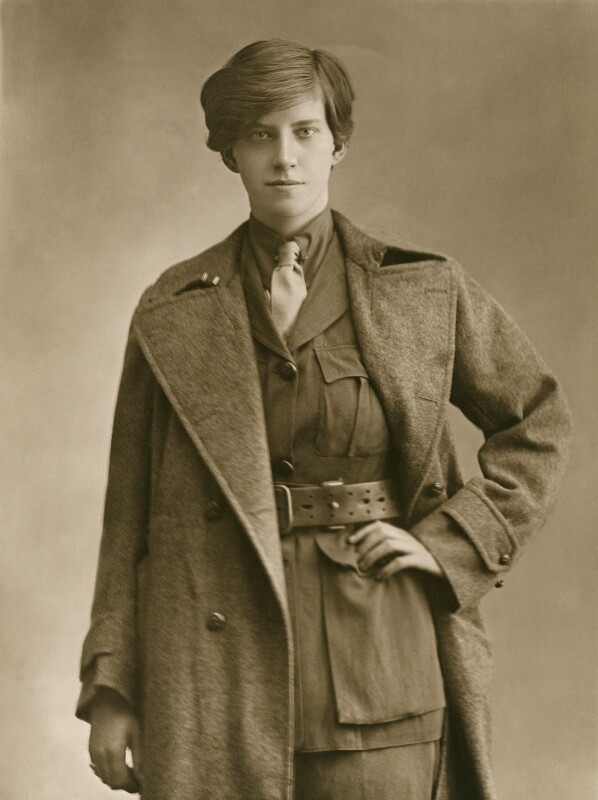
Рота Линторн-Орман в 1916 году.
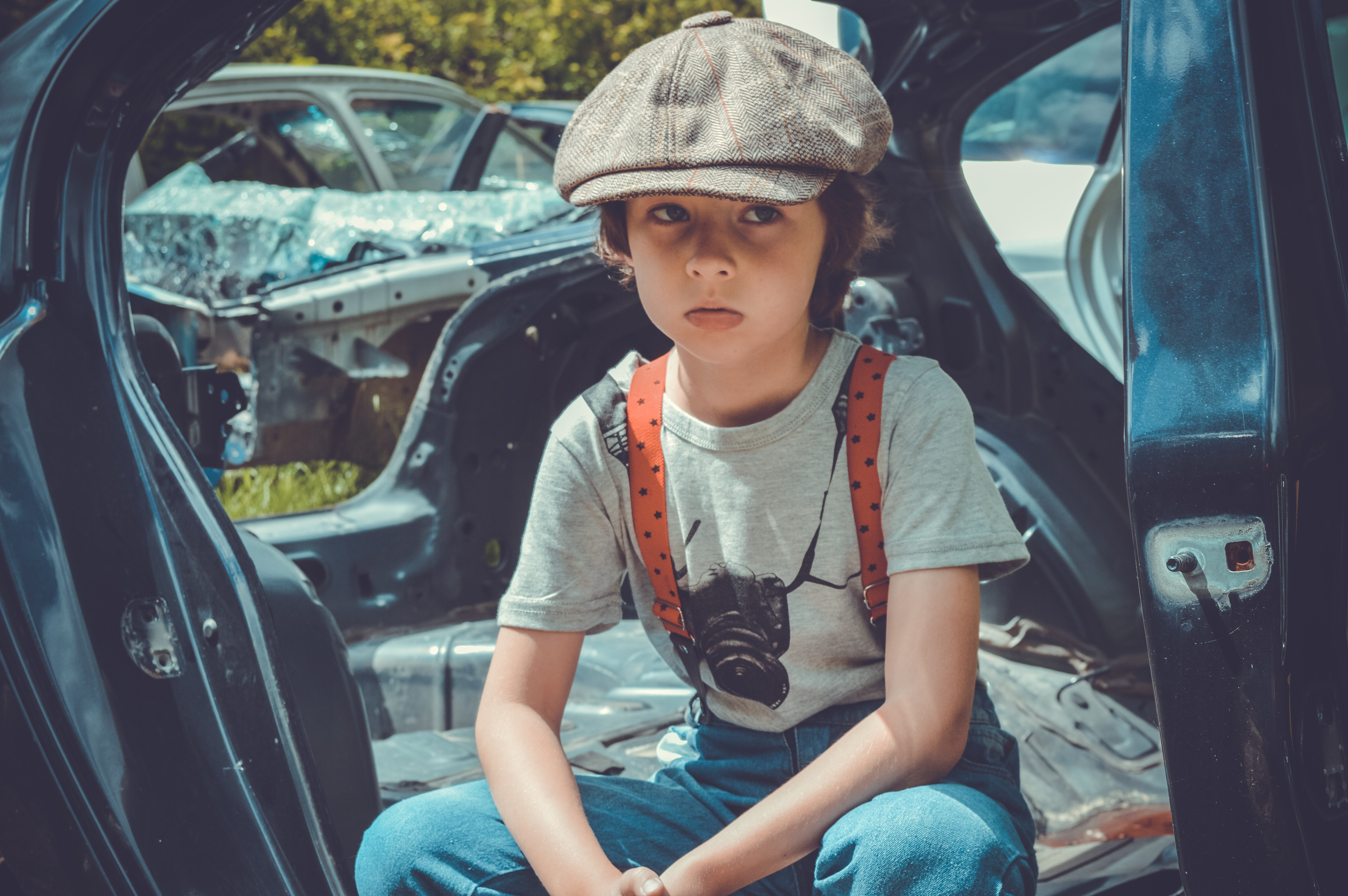
Девочка в одежде стиля «томбой»
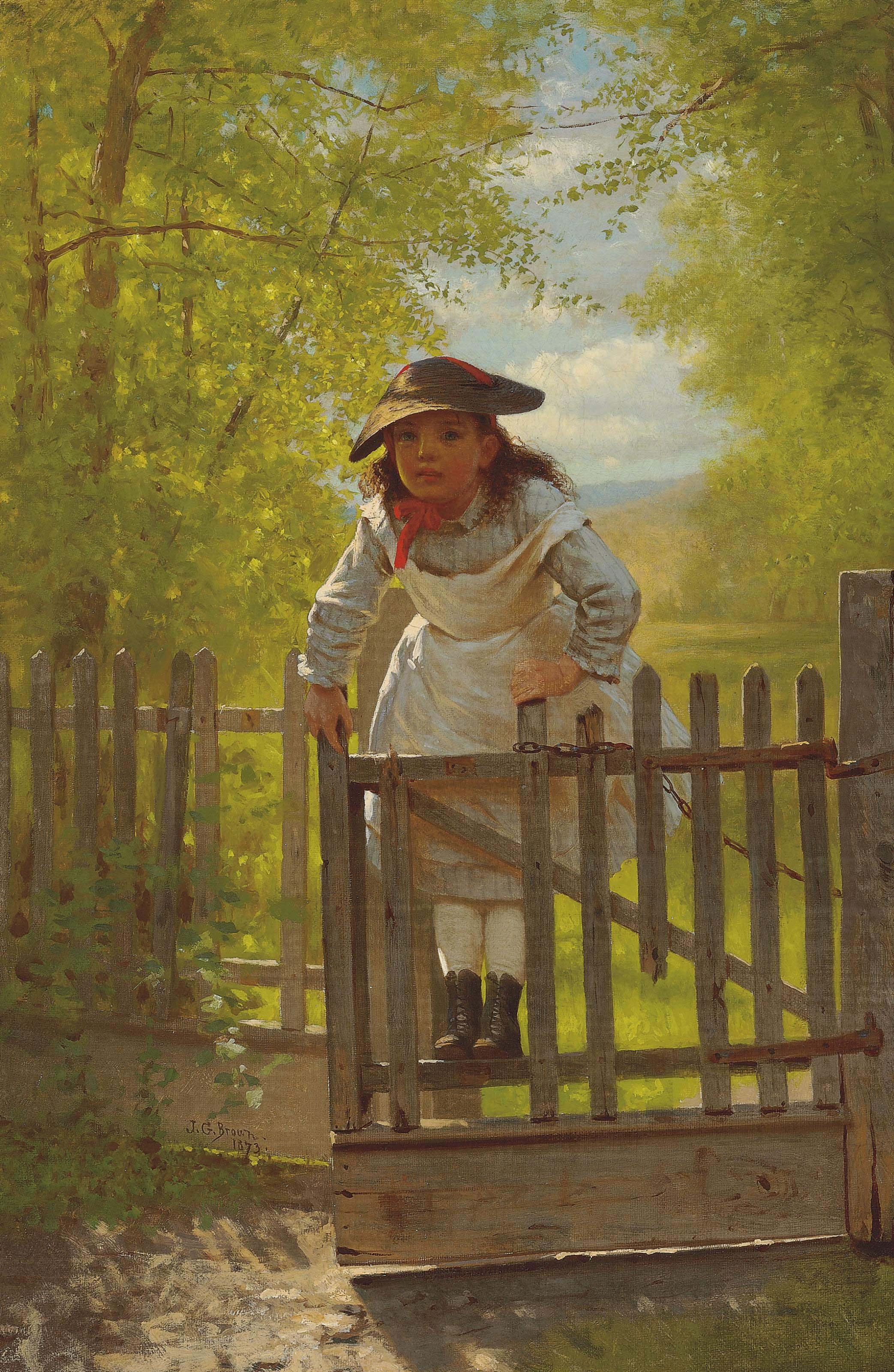
Томбой, 1873. Картина Джона Джорджа Брауна[англ.].
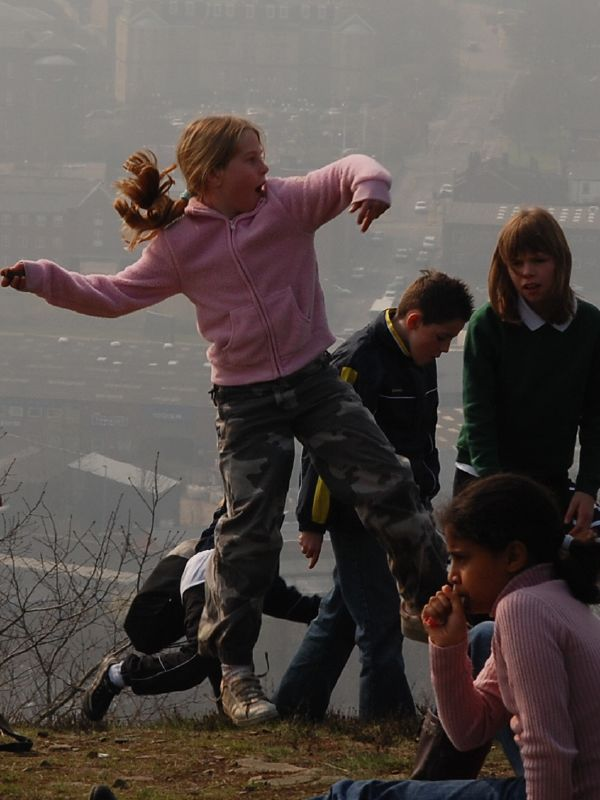
Девочка кидает камни
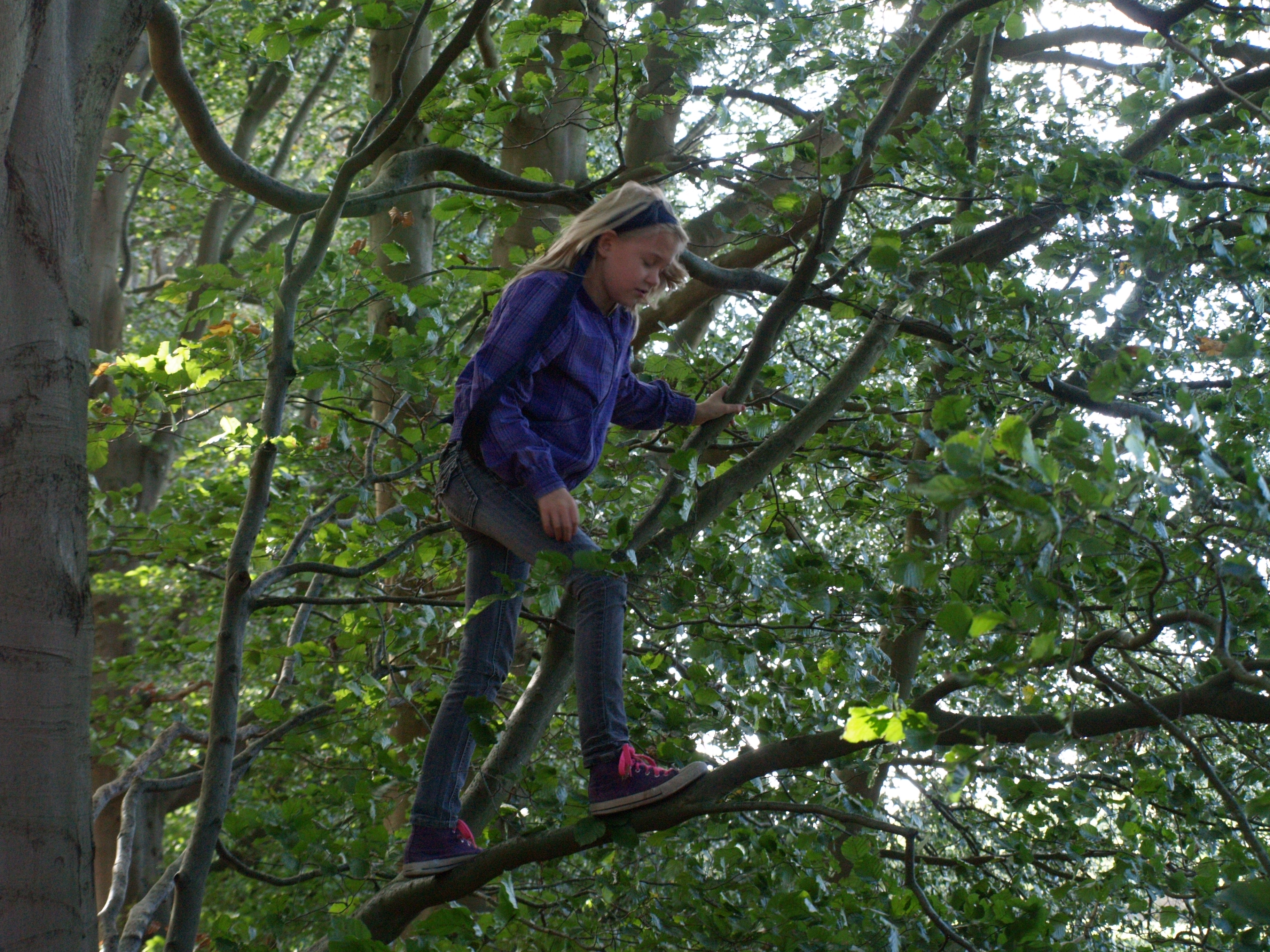
Девочка лазает по дереву
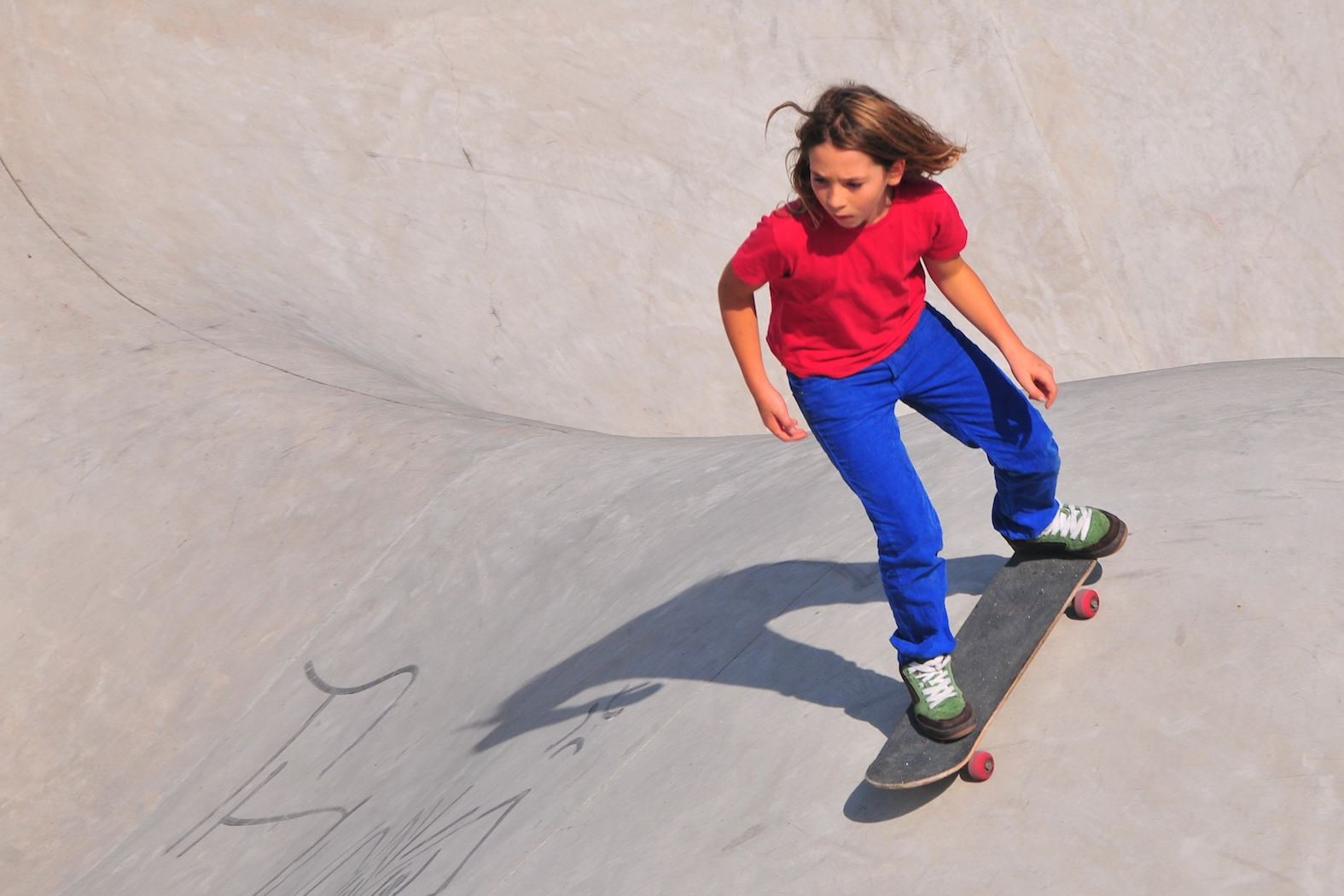
Девочка катается на скейте

## В культуре
Черты томбоя присущи ряду вымышленных персонажей.

### В литературе
- Арья Старк из серии романов «Песнь льда и огня» Джорджа Мартина[18];
- Бриенна Тарт из вышеназванной серии романов;
- Аша Грейджой из вышеназванной серии романов;
- Сарелла Сэнд из вышеназванной серии романов;
- Лира Белаква[англ.] из трилогии романов «Тёмные начала» Филипа Пулмана;
- Беверли Марш[англ.] из романа «Оно» Стивена Кинга;
- Пеппи Длинныйчулок, главный персонаж одноимённой повести шведской писательницы Астрид Линдгрен.

### В анимации и кино
- Лаура из фильма «Сорванец»[19];
- Мулан из одноимённого мультфильма[20];
- Мэри-Кейт Бёрк из телесериала «Двое в своём роде»[21];
- Радуга Дэш из анимационного сериала «Дружба — это чудо»[22];
- Скуталу из вышеназванного анимационного сериала;
- Женя Васнецова из телесериала «Папины дочки»;
- Тоня Семёнова из фильма «Свой парень»;
- Лиза из телесериала «Счастливы вместе»;
- Пестик из анимационного сериала «Суперкрошки»;
- Линн Лауд-младшая из анимационного сериала «Мой шумный дом»;
- Лана Лауд из вышеназванного анимационного сериала;
- Луна Лауд из вышеназванного анимационного сериала;
- Рюносукэ Фудзинами из аниме «Urusei Yatsura»
- Аканэ Тэндо из аниме «Ранма ½»[23];
- Камия Каору из аниме «Rurouni Kenshin»[24];
- Цукаса Нисино из аниме «Strawberry 100%»[25];
- Жанна д’Арк из аниме «Скитальцы»;
- Каска из аниме «Берсерк»;
- Надженда из аниме «Akame ga Kill!»;
- Югю Кюбэй из аниме «Gintama»;
- Хиёри Саругаки из аниме «Bleach»;
- Леди Оскар из аниме «The Rose of Versailles»;
- Томо Айдзава из аниме «Томо — девушка!»;
- Аликс Кюбдэль из мультсериала «Леди Баг и Супер-Кот»;
- Ванилопа фон Кекс из мультфильма «Ральф»;
- Гусёна Лапчатая из анимационного сериала «Чёрный Плащ»;
- Панди из анимационного сериала «Смешарики»;
- Сейлор Уран из аниме «Сейлор Мун»;
- Габриэла из фильма «Белль и Себастьян: Приключение продолжается»;
- Вай из анимационного сериала «Аркейн»;
- Луз Носеда из анимационного сериала «Дом совы»;
- Рубин из анимационного сериала «Вселенная Стивена»;
- Джаннет Васкес из фильма «Чужие».

### В играх
- Байкен из серии игр «Guilty Gear»[26];
- Тиэ Сатонака из серии игр «Persona 4»;
- Наото Сироганэ из серии игр «Persona 4 Golden».